# جويس نابير
جويس نابير هي صحفية كندية، ولدت في 1958 في مونتريال في كندا.